# Jacques-Davy Duperron

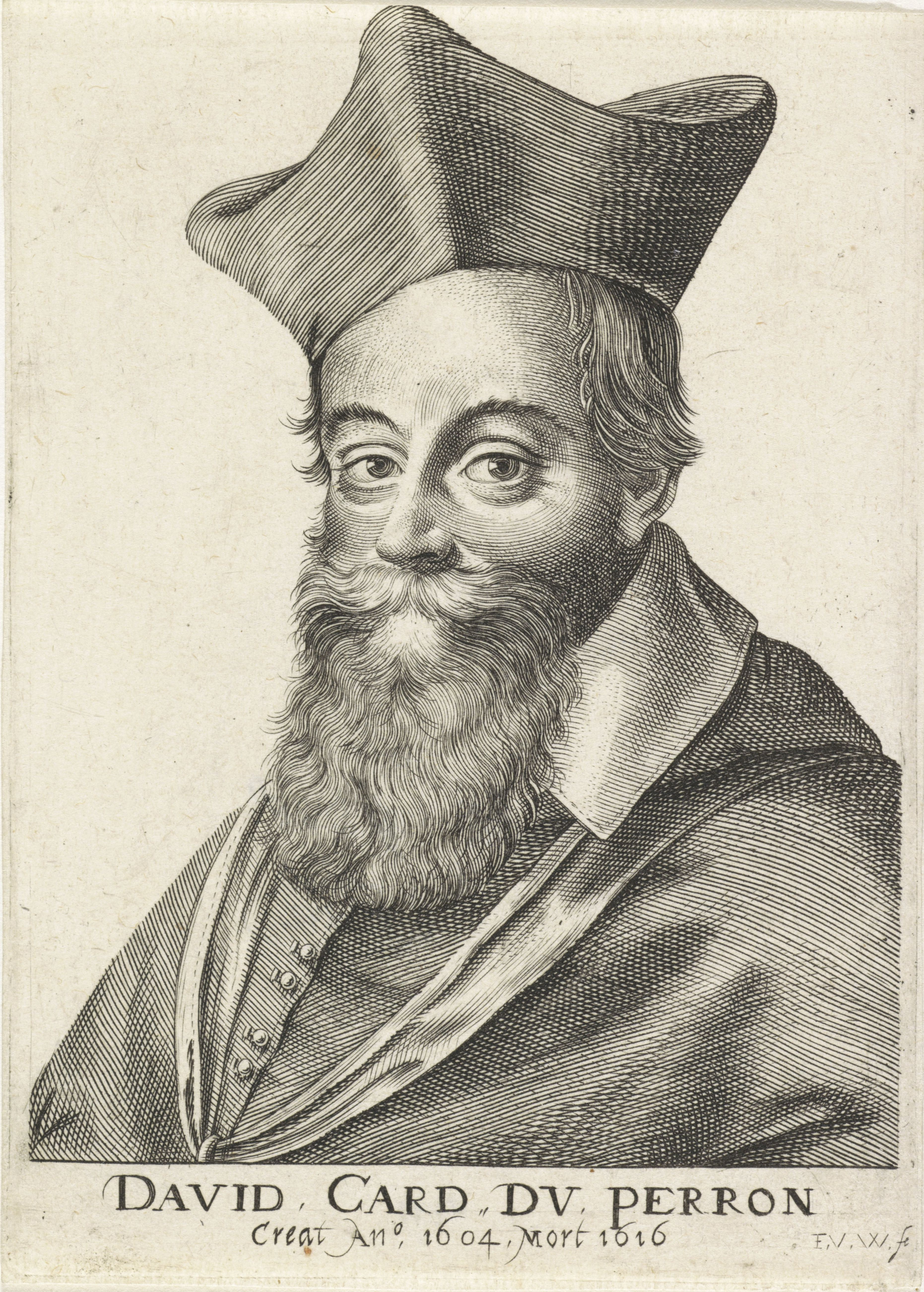
Jacques-Davy Duperron.

Jacques-Davy Duperron, född 25 november 1556 i Saint-Lô, Manche, Frankrike, död 5 september 1618 i Bagnolet, Seine-Saint-Denis, var en fransk kardinal.
Duperron föddes som kalvinist, men kom som 20-åring till Henrik III:s hov, avsvor sig sin tro och kom snart i stor gunst hos kungen. Duperron närvarade sedan vid Henrik IV:s omvändelse och försoning med Rom, och invecklades i en häftig polemik med hugenotterna, särskilt med Philippe Duplessis-Mornay. Efter en ryktbar disputation med denne i Fontainebleau 1600 erhöll han kardinalshatten av påve Clemens VIII 1604. Även i diplomatiska beskickningar användes Duperron av Henrik IV. Efter dennes död drog han sig tillbaka från politiken men uppträdde vid 1614 års ständermöte skarpt mot tredje ståndets gallikanska förslag.